# Этуш, Раиса Владимировна
Раи́са Влади́мировна Э́туш (род. 20 сентября 1955, Москва) — советская и российская актриса театра и кино, заслуженная артистка России (1994).

## Биография
Родилась в семье актёра Владимира Этуша (1922—2019) и преподавательницы английского языка Нины Александровны Крайновой (1927—2000).
Работала в Московском академическом театре сатиры. Среди исполненных ролей — Раневская («Вишнёвый сад», Плучек). В 1994 году вышла замуж за бизнесмена и уехала в США.
В 2002 и 2004 годах находилась в России. Также приезжала на меропрития, посвящённые столетию со дня рождения её отца в мае 2022 года.

## Творчество

### Фильмография
- 1976 — «Доктор философии» — Славка
- 1979 — «Цезарь и Клеопатра»
- 1982 — «Вокзал для двоих» — официантка Люда
- 1983 — «Месье Ленуар, который…» — Мари Бланш
- 1985 — «Макар-следопыт» — дочь Ираклия
- 1994 — «Валентина Георгиевна, Ваш выход!» (документальный фильм, играет саму себя)
- 2000 — «Нам 75!» — Раневская